# 원엔터테인먼트
원엔터테인먼트(One Entertainment)는 대한민국의 연예기획사로 정려원이 소속된 1인 회사이다. 정려원은 매니저겸 대표 류훈희와 같이 TN엔터테인먼트에서 독립하였다.